# Dragan Džajić
Dragan Džajić (Ub, 30 mei 1946) is een voormalig Joegoslavisch profvoetballer. Hij werd in 2003 verkozen tot de beste Servische voetballer van de afgelopen vijftig jaar. Džajić speelde bijna zijn gehele carrière voor Rode Ster Belgrado waar hij de absolute leider van het elftal werd. Hij geldt als een van de beste vleugelspitsen ooit.

## Clubcarrière
Džajić begon op vijftienjarige leeftijd met voetballen bij Rode Ster Belgrado, nadat hij was gescout op een jeugdtoernooi in Valjevo. Na een half jaar bij de jeugd te hebben gespeeld maakte hij op 6 mei 1963 zijn debuut in het eerste elftal. Trainer Michel Pavić besloot de zestienjarige Džajić een kans te geven tegen Budućnost Titograd. In het volgende seizoen 1963/64 werd hij voor de eerste maal landskampioen. Daarna ontwikkelde de vleugelspits zich tot de leider van een zeer succesvolle generatie die driemaal op rij de landstitel vierde (1968, 1969, 1970). In 1971 bereikte Rode Ster Belgrado bijna de finale van de Europacup I. In de halve finale tegen Panathinaikos wonnen de Joegoslaven met 4-1 in eigen huis, maar gingen ze uiteindelijk met 3-0 onderuit in Athene waardoor de finale werd misgelopen. Tijdens de halve eindstrijd had de club niet kunnen rekenen op de aanwezigheid van Džajić, omdat die een schorsing had opgelopen in de kwartfinale tegen FC Carl Zeiss Jena.
Met zijn snelheid, uitstekende dribbels en goede voorzetten bediende hij jarenlang de spitsen van Rode Ster Belgrado: Vojin Lazarević, Zoran Filipović en tot slot Dušan Savić. Džajić werd op dat moment gerekend tot een van de beste vleugelspelers van de wereld. Hij maakte tweemaal zijn opwachting in het Wereldelftal (Rio de Janeiro 1968 en Parijs 1969) en viermaal in het Europese elftal (Lissabon 1970, Moskou 1972, Hamburg en Bazel in 1973). Džajić werd nog eenmaal kampioen in 1973 voordat hij naar het buitenland zou vertrekken. Lange tijd had hij in de belangstelling gestaan van Real Madrid, maar daar wilde de spits niet heen. Het was het Franse SEC Bastia, die de vleugelspeler in 1975 contracteerde. Na enkele seizoenen in de middenmoot te hebben gespeeld, werd de club in 1977 onder leiding van Džajić derde. Mede door zijn 21 doelpunten plaatste de club zich hiermee voor de UEFA Cup. De Joegoslaaf hield het na de triomf echter voor gezien en keerde terug naar Rode Ster Belgrado. Daar speelde hij nog één seizoen, waarna hij zijn voetbalcarrière op 28 juni 1978 op 32-jarige leeftijd beëindigde.

## Interlandloopbaan
Op 17 juni 1964 maakte de slechts achttienjarige Džajić zijn debuut voor het Joegoslavische elftal tegen Roemenië. Uiteindelijk zou hij 85 wedstrijden spelen voor Joegoslavië, waarmee hij recordinternational werd. Zijn meest beroemde wedstrijd was die tegen Engeland, in de halve finale van het EK 1968. Na eerst zijn directe tegenstander Ray Wilson te hebben omspeeld, legde hij Bobby Charlton in de luren om tot slot de bal met een lobje over keeper Gordon Banks te wippen. Daarmee werd de regerend wereldkampioen met 1-0 verslagen en bereikte Joegoslavië de finale. Džajić wist daar vervolgens ook in te scoren, maar dit bleek niet genoeg te zijn. Na een gelijkspel (1-1) was Italië in de replay met 2-0 te sterk. Džajić werd na de halve finale in de Britse pers omschreven als 'Magic Dragan' en Beckenbauer vond dat de Joegoslaaf dat jaar de Gouden Bal had moeten winnen (in plaats van George Best). Op de Braziliaanse Onafhankelijkheidsbeker in 1972 scoorde hij vier keer en eindigde Joegoslavië als derde. Džajić kwam daarna nog in actie op het WK 1974 en het EK 1976. Hij beëindigde uiteindelijk zijn interlandcarrière op 16 september 1979 na een vriendschappelijk duel tegen Argentinië.

## Erelijst
Met Rode Ster Belgrado:
- Prva Liga: 1963/64, 1967/68, 1968/69, 1969/70, 1972/73
- Marshall Tito Beker: 1963/64, 1967/68, 1969/70, 1970/71

Persoonlijk
- Topscorer van het EK:1968
- EK-team van het toernooi: 1968, 1976
- Golden Player: 2003
- Recordinternational van Joegoslavië

## Na het voetbal

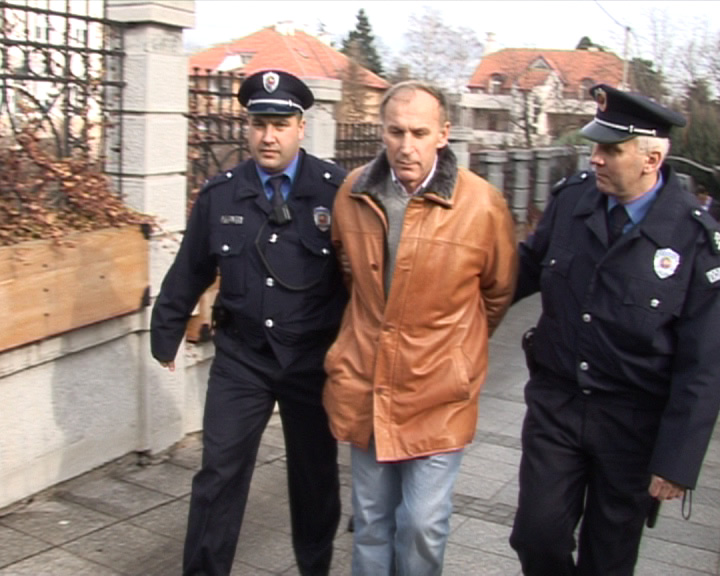
Džajić bij zijn arrestatie in februari 2008.

Onmiddellijk na zijn actieve carrière ging Džajić in 1979 aan de slag als technisch directeur bij Rode Ster Belgrado. Dit bleef hij tot 1998 waarna hij clubvoorzitter werd. Samen met Borislav Cvetković lag hij aan de bakermat van het sportieve succes dat de club begin jaren 90 kende. Met een verzameling van de grootste talenten van Joegoslavië won de club in 1991 de Europacup I en de Wereldbeker. In mei 2005 moest Džajić als clubvoorzitter echter opstappen. Later werd hij aangesteld als vicevoorzitter van de Servische voetbalbond.
In 2008 werd hij gearresteerd op verdenking van fraude en machtsmisbruik. Als voorzitter van Rode Ster Belgrado zou hij tussen juli 2001 en maart 2002 geld hebben verduisterd bij de transfer van Goran Drulić naar Real Zaragoza. Daarmee zou 26 miljoen Duitse mark gepaard zijn gegaan, terwijl er maar 18 miljoen op papier kwam te staan. Hier werd hij echter van vrijgesproken omdat het ging om valse beschuldigingen.
In 2003 werd Dragan Džajić door de Voetbalbond van Servië en Montenegro verkozen tot de beste voetballer van de afgelopen vijftig jaar. Džajić eindigde met 56 punten voor Dragan Stojković (26 punten) en Dejan Savićević (23 punten).

## Quotes over Džajić
- Flórián Albert na een wedstrijd met het Wereldelftal: "Amancio, Overath, Beckenbauer, Marzolini en ikzelf speelden allemaal goed, maar we zijn het Braziliaanse publiek nog iets verschuldigd. De enige van ons die de Brazilianen echt verpletterde was Dragan Džajić. De rest van het elftal stond slechts in zijn schaduw".[1]
- Pelé na het optreden van Džajić tegen Engeland in de halve finale van het EK 1968: "Hij is de meest natuurlijke voetballer die ik ooit heb gezien".[8]